# اورانیوس
اورانیوس با نام کامل لوسیوس ژولیوس اورلیوس سولپیسیوس اورانیوس آنتونینوس (به لاتین: Lucius Julius Aurelius Sulpicius Uranius Antoninus)، فرماندهٔ ارتش روم در سوریه بود که از سوی سپاهیانش امپراتور خوانده شد، با این حال در مورد زمان این اتفاق اختلاف نظر وجود دارد.
بنا بر نوشته‌های پولمیوس سیلویوس، اورانیوس در زمان حکومت هلیوگابال مدعی امپراتوری شد اما زوسیموس این شورش را در دوران امپراتوری الکساندر سوروس می‌داند. با این حال با توجه به سکه‌های به‌دست آمده از دوران اورانیوس چنین برمی‌آید که او باید در فاصلهٔ ۲۵۳ تا ۲۵۴ قدرت را در دست گرفته باشد. همچنین این احتمال وجود دارد که او در ۲۵۴ و پیش از آمدن والرین، امپراتور وقت روم به سوریه به‌قتل رسیده باشد.